# Lijn 7 (metro van Madrid)
Lijn 7 is een metrolijn in de Spaanse hoofdstad Madrid. De oranje lijn werd geopend op 17 juli 1974 als metro este in het oosten van de stad, de verlenging tot in het centrum volgde in 1975. Vanaf de jaren 90 van de twintigste eeuw is de lijn aan beide zijden verlengd. Lijn 7 telt 31 stations en een lengte van 32,9 km.

## Stations
| Station                   | Overstappunt | Foto * | Type                         | Geopend          | Ligging                       | Stadsdeel               |
| ------------------------- | ------------ | ------ | ---------------------------- | ---------------- | ----------------------------- | ----------------------- |
| Pitis                     |              | 500 !  | ondiep gelegen zuilenstation | 25 mei 1964      | 40° 29′ 42″ NB, 3° 43′ 36″ WL | Fuencarral-El Pardo     |
| Arroyofresno              |              | 510 !  | ondiep gelegen zuilenstation | 23 maart 2019    | 40° 29′ 26″ NB, 3° 43′ 31″ WL | Fuencarral-El Pardo     |
| Lacoma                    |              | 520 !  | kuip                         | 29 maart 1999    | 40° 29′ 6″ NB, 3° 43′ 23″ WL  | Fuencarral-El Pardo     |
| Avenida de la Ilustración |              | 530 !  | kuip                         | 29 maart 1999    | 40° 28′ 47″ NB, 3° 43′ 8″ WL  | Fuencarral-El Pardo     |
| Peñagrande                |              | 540 !  | kuip                         | 29 maart 1999    | 40° 28′ 34″ NB, 3° 42′ 58″ WL | Fuencarral-El Pardo     |
| Antonio Machado           |              | 550 !  | enkelgewelfdstation          | 29 maart 1999    | 40° 28′ 13″ NB, 3° 43′ 3″ WL  | Fuencarral-El Pardo     |
| Valdezarza                |              | 560 !  | enkelgewelfdstation          | 12 februari 1999 | 40° 27′ 53″ NB, 3° 42′ 58″ WL | Moncloa-Aravaca         |
| Francos Rodríguez         |              | 570 !  | enkelgewelfdstation          | 12 februari 1999 | 40° 27′ 26″ NB, 3° 42′ 43″ WL | Moncloa-Aravaca         |
| Guzmán el Bueno           | 06           | 800 !  | enkelgewelfdstation          | 13 januari 1987  | 40° 26′ 47″ NB, 3° 42′ 44″ WL | Moncloa-Aravaca         |
| Islas Filipinas           |              | 1000 ! | ondiep gelegen zuilenstation | 12 februari 1999 | 40° 26′ 19″ NB, 3° 42′ 49″ WL | Chamberi                |
| Canal                     | 02           | 1010 ! | kuip                         | 16 oktober 1998  | 40° 26′ 19″ NB, 3° 42′ 15″ WL |                         |
| Alonso Cano               |              | 1020 ! | ondiep gelegen zuilenstation | 16 oktober 1998  | 40° 26′ 18″ NB, 3° 41′ 57″ WL | Chamberi                |
| Gregorio Marañón          | 10           | 1030 ! | ondiep gelegen zuilenstation | 22 januari 1998  | 40° 26′ 18″ NB, 3° 41′ 29″ WL | Chamberi                |
| Avenida de América        | 04 06 09     | 1040 ! | enkelgewelfdstation          | 26 maart 1973    | 40° 26′ 19″ NB, 3° 40′ 31″ WL | Chamartin               |
| Cartagena                 |              | 1050 ! | enkelgewelfdstation          | 17 maart 1975    | 40° 26′ 22″ NB, 3° 40′ 19″ WL | Chamartin               |
| Parque de las Avenidas    |              | 1060 ! | enkelgewelfdstation          | 17 maart 1975    | 40° 26′ 22″ NB, 3° 39′ 47″ WL | Salamanca               |
| Barrio de la Concepción   |              | 1070 ! | enkelgewelfdstation          | 17 maart 1975    | 40° 26′ 19″ NB, 3° 39′ 6″ WL  | Ciudad Lineal           |
| Pueblo Nuevo              | 05           | 1160 ! | dubbelgewelfdstation         | 28 mei 1964      | 40° 26′ 8″ NB, 3° 38′ 34″ WL  | Ciudad Lineal           |
| Ascao                     |              | 2000 ! | enkelgewelfdstation          | 17 juli 1974     | 40° 25′ 49″ NB, 3° 38′ 28″ WL | Ciudad Lineal           |
| García Noblejas           |              | 2010 ! | enkelgewelfdstation          | 17 juli 1974     | 40° 25′ 44″ NB, 3° 38′ 0″ WL  | Ciudad Lineal           |
| Simancas                  |              | 2020 ! | enkelgewelfdstation          | 17 juli 1974     | 40° 25′ 40″ NB, 3° 37′ 33″ WL | San Blas-Canillejas     |
| San Blas                  |              | 2030 ! | enkelgewelfdstation          | 17 juli 1974     | 40° 25′ 41″ NB, 3° 36′ 56″ WL | San Blas-Canillejas     |
| Las Musas                 |              | 2040 ! | enkelgewelfdstation          | 17 juli 1974     | 40° 25′ 59″ NB, 3° 36′ 28″ WL | San Blas-Canillejas     |
| Estadio Metropolitano     |              | 2050 ! | ondiep gelegen zuilenstation | 5 mei 2007       | 40° 26′ 0″ NB, 3° 36′ 1″ WL   | San Blas-Canillejas     |
| Barrio del Puerto         |              | 2060 ! | ondiep gelegen zuilenstation | 5 mei 2007       | 40° 25′ 21″ NB, 3° 34′ 9″ WL  | Distrito 1              |
| Coslada Central           |              | 2070 ! | ondiep gelegen zuilenstation | 5 mei 2007       | 40° 25′ 26″ NB, 3° 33′ 44″ WL | Distrito 1              |
| La Rambla                 |              | 2080 ! | ondiep gelegen zuilenstation | 5 mei 2007       | 40° 25′ 31″ NB, 3° 32′ 53″ WL | Distrito 1              |
| San Fernando              |              | 2090 ! | ondiep gelegen zuilenstation | 5 mei 2007       | 40° 25′ 26″ NB, 3° 32′ 6″ WL  | San Fernando de Henares |
| Jarama                    |              | 2100 ! | ondiep gelegen zuilenstation | 5 mei 2007       | 40° 25′ 23″ NB, 3° 31′ 29″ WL | San Fernando de Henares |
| Henares                   |              | 2110 ! | ondiep gelegen zuilenstation | 5 mei 2007       | 40° 25′ 4″ NB, 3° 31′ 38″ WL  | San Fernando de Henares |
| Hospital del Henares      |              | 2120 ! | ondiep gelegen zuilenstation | 5 mei 2007       | 40° 25′ 3″ NB, 3° 32′ 4″ WL   | San Fernando de Henares |

* De sorteerwaarde van de foto is de ligging langs de lijn